# Crocidura umbra
Crocidura umbra — вид ссавців родини мідицевих. Це ендемік Яви, де він відомий лише з гори Геде, і його можна знайти в типовому місці на висоті 1611 і 1950 м на горі Геде. Його природне середовище проживання — тропічні гірські ліси. Він має обмежений ареал і перебуває під загрозою втрати середовища проживання. Вперше він був описаний як новий вид для науки в 2016 році, і автори рекомендували назву «Javan ghost shrew» як його англійську загальну назву. «Порівняно з іншими яванськими землерийками, новий вид невеликий з відносно густим, темним. коричневий, хвіст середньої довжини».